# 브라우니 포인트
브라우니 포인트(Brownie points)는 현대적 사용에서 가상의 사회적 통화로, 선한 행동을 하거나 다른 사람의 눈에 호감을 얻음으로써 획득할 수 있다.

## 어원 추측

### 걸가이딩
일반적인 어원은 브라우니 (주니어 걸 가이드/걸 스카우트)가 선행으로 얻는 메리트 배지 또는 6점을 빗댄 것이다. 브라우니는 집안일을 돕는 신화적인 엘프의 한 종류에서 이름을 따왔다.

### 갈색 스탬프
제2차 세계 대전 후 미국에서 많은 상점이 사용한 인기 있는 마케팅 방식은 구매 시 스탬프를 배포하는 것이었다. 제공되는 스탬프의 수는 구매 금액에 따라 달랐다. 고객은 이 스탬프를 모아 나중에 가전제품으로 교환했다. 이 스탬프 중 가장 초기의 것은 갈색이었으며 "갈색 스탬프" 또는 "갈색 포인트"로 알려졌다. 구매와 이 "갈색 포인트" 수집의 관계는 좋은 일을 하고 (지역 판매업체 지원) 보너스 (가치 있는 스탬프)를 얻는 것과 같았다. 이 "브라우니 포인트" 수집이 결국 현대적인 사용으로 발전했다고 전해진다. 브라우니포인트라는 용어는 오늘날 뉴질랜드 전력 회사와 선물 서비스에 의해 비즈니스 마케팅 방식으로 여전히 사용되고 있다.

### 조지 R. 브라운
또 다른 제안된 어원은 이 용어가 19세기 미국 철도 관리자 조지 R. 브라운의 이름에서 파생되었다는 것이다. 그는 1886년에 뉴욕 주의 폴 브룩 철도에서 철도 직원들을 위한 공로 및 징계 시스템을 고안했는데, 이는 당시 혁신적인 시스템이었다. 그의 시스템에 대한 설명은 철도 저널에 실렸고, 많은 주요 미국 철도 회사에서 채택했다. 미국 철도 직원들은 곧 구어체로 "브라우니 포인트"를 언급하기 시작했고, 어떤 시점에는 이 용어가 일반적인 어휘로 들어갔다.

### 커티스 퍼블리싱
1930년대, 커티스 퍼블리싱은 새터데이 이브닝 포스트와 레이디스 홈 저널을 포함한 여러 잡지를 발행했다. 이 잡지는 주로 소년들을 통해 주거 지역에서 구독자를 모집하는 배달 네트워크를 통해 배포되었다. 소년들은 소액의 수수료를 받았고, 특정 판매 목표를 달성하면 회사 scrip을 벌 수 있었다. 녹색과 갈색 바우처로 구성된 이 스크립은 "그리니"와 "브라우니"라고 불렸다. 브라우니 하나는 그리니 다섯 개와 같았다. 그리니와 브라우니는 회사 카탈로그의 상품으로 교환할 수 있었다.

### 분뇨적
옥스포드 영어사전은 이 표현이 미국 군대 속어에서 아첨꾼, 즉 "브라운노저"를 뜻하는 것에서 파생되었을 수도 있다고 추측하면서, 브라우니의 보상 시스템에서 유래했다는 일반적인 어원도 언급한다. "브라운노저"라는 의미의 "브라우니"라는 용어는 1940년대에 사용되었다. 이 용어는 이와 관련된 분뇨적(scatological) 속어와의 일치로 인해 추진력을 얻었다는 이야기가 있다.

### 초기 사용
옥스포드 영어사전에 실린 가장 초기 출판 인용문은 1963년 (아메리칸 스피치 저널에 보고됨)으로 거슬러 올라가지만, 이 용어는 사실 다소 더 오래되었다. 1950년대 신문에 자주 등장하는 것은 1951년까지 거슬러 올라가며, 로스앤젤레스 타임즈의 한 남자가 브라우니 포인트라는 용어로 아내의 호감을 얻는 것에 대해 이야기한다.

## 같이 보기
- 반스타
- 업
- 중국 사회 신용 제도